# Cylindromyia luciflua
Cylindromyia luciflua là một loài ruồi trong họ Tachinidae.